# Brava (Somalie)
Pour les articles homonymes, voir Brava.
Brava (connu aussi sous le nom de Barawa ou Barawe en somali : Baraawe, arabe : مدينة ﺑﺮﺍﻭة, al-Madinah Baraawi), est une ville portuaire du sud-est de la Somalie.

## Histoire
Elle serait à proximité du port antique de Essina (en).
Brava est une des plus anciennes localités de l'ethnie des Swahilis. À partir de 1901, les Italiens font aménager un port à partir d'un wharf, ou débarcadère. 
Les troupes radicales islamistes du groupe Al-Shabbaab se sont emparées de Brava en 2009. Le terroriste Saleh Ali Saleh Nabhan est tué à proximité de la ville en septembre 2009 par un raid américain. Le 3 octobre 2014, ils désertent la ville devant l'avancée des forces armées somaliennes et de l’AMISOM.

## Personnalités liées à la ville
- Abd al Aziz al-Amawi (1832 – 1896) était un diplomate, historien, poète, juriste et scolastique du XIXe siècle actif au Sultanat de Zanzibar
- Dada Masiti (vers 1810/1820 - 1919), poète et mystique somalienne.